# Eslovênia nos Jogos Olímpicos de Verão de 2000
Eslovênia participou dos Jogos Olímpicos de Verão de 2000, realizados em Sydney, na Austrália. 
Foi a terceira aparição do país nos Jogos Olímpicos, onde foi representado por 74 atletas, sendo 55 homens e 19 mulheres, que competiram em 13 esportes. Suas primeiras medalhas de ouro foram conquistadas, sendo uma no remo e outra no tiro.

## Competidores
Esta foi a participação por modalidade nesta edição:
| Esporte       | Masculino | Feminino | Total |
| ------------- | --------- | -------- | ----- |
| Atletismo     | 11        | 8        | 19    |
| Badminton     | 0         | 1        | 1     |
| Canoagem      | 3         | 1        | 4     |
| Ciclismo      | 6         | 0        | 6     |
| Ginástica     | 1         | 1        | 2     |
| Handebol      | 15        | 0        | 15    |
| Natação       | 4         | 2        | 6     |
| Remo          | 8         | 0        | 8     |
| Taekwondo     | 1         | 0        | 1     |
| Tênis         | 0         | 3        | 3     |
| Tiro          | 2         | 1        | 3     |
| Tiro com arco | 1         | 0        | 1     |
| Vela          | 3         | 2        | 5     |
| Total         | 55        | 19       | 74    |

## Medalhas
| Atleta              | Esporte | Evento                           | Medalha |
| ------------------- | ------- | -------------------------------- | ------- |
| Iztok Čop Luka Špik | Remo    | Skiff duplo masculino            | Ouro    |
| Rajmond Debevec     | Tiro    | Carabina três posições masculino | Ouro    |

## Desempenho

### Atletismo
Masculino
Eventos de pista
| Atleta                                                      | Evento              | Eliminatórias | Eliminatórias | Quartas de final | Quartas de final | Semifinal   | Semifinal   | Final       | Final       | Ref.  |
| Atleta                                                      | Evento              | Tempo         | Pos.          | Tempo            | Pos.             | Tempo       | Pos.        | Tempo       | Pos.        | Ref.  |
| ----------------------------------------------------------- | ------------------- | ------------- | ------------- | ---------------- | ---------------- | ----------- | ----------- | ----------- | ----------- | ----- |
| Matija Šestak                                               | 400 m               | 45.95         | 3º/bat. 9     | Não avançou      | Não avançou      | Não avançou | Não avançou | Não avançou | Não avançou | [ 4 ] |
| Roman Kejžar                                                | Maratona            | —             | —             | —                | —                | —           | —           | 2:26:38     | 62º         | [ 5 ] |
| Matic Šušteršič Matic Osovnikar Boštjan Fridrih Urban Acman | Revezamento 4x100 m | 39.25 q       | 5º/bat. 2     | —                | —                | DSQ         | DSQ         | Não avançou | Não avançou | [ 6 ] |
| Boštjan Horvat Jože Vrtačič Sergej Šalamon Matija Šestak    | Revezamento 4x400 m | 3:10.07       | 7º/bat. 1     | —                | —                | Não avançou | Não avançou | Não avançou | Não avançou | [ 7 ] |

Eventos de campo
| Atleta        | Evento                | Eliminatórias | Eliminatórias | Final       | Final       | Ref.  |
| Atleta        | Evento                | Marca         | Pos.          | Marca       | Pos.        | Ref.  |
| ------------- | --------------------- | ------------- | ------------- | ----------- | ----------- | ----- |
| Gregor Cankar | Salto em distância    | 7.98          | 15º           | Não avançou | Não avançou | [ 8 ] |
| Primož Kozmus | Lançamento de martelo | 68.83         | 38º           | Não avançou | Não avançou | [ 9 ] |

Feminino
Eventos de pista
| Atleta                                                      | Evento              | Eliminatórias | Eliminatórias | Quartas de final | Quartas de final | Semifinal   | Semifinal   | Final       | Final       | Ref.   |
| Atleta                                                      | Evento              | Tempo         | Pos.          | Tempo            | Pos.             | Tempo       | Pos.        | Tempo       | Pos.        | Ref.   |
| ----------------------------------------------------------- | ------------------- | ------------- | ------------- | ---------------- | ---------------- | ----------- | ----------- | ----------- | ----------- | ------ |
| Alenka Bikar                                                | 200 m               | 23.26 q       | 5º/bat. 1     | 23.01            | 4º/bat. 2        | Não avançou | Não avançou | Não avançou | Não avançou | [ 10 ] |
| Brigita Langerholc                                          | 400 m               | DNS           | DNS           | Não avançou      | Não avançou      | Não avançou | Não avançou | Não avançou | Não avançou | [ 11 ] |
| Brigita Langerholc                                          | 800 m               | 2:01.89 Q     | 2º/bat. 2     | —                | —                | 1:59.05 q   | 4º/bat. 2   | 1:58.51     | 4º          | [ 12 ] |
| Helena Javornik                                             | 1500 m              | 4:18.18       | 12º/bat. 3    | —                | —                | Não avançou | Não avançou | Não avançou | Não avançou | [ 13 ] |
| Helena Javornik                                             | 5000 m              | 16:09.60      | 13º/bat. 1    | —                | —                | —           | —           | Não avançou | Não avançou | [ 14 ] |
| Meta Mačus Brigita Langerholc Jolanda Čeplak Saša Prokofjev | Revezamento 4x400 m | 3:35.00       | 7º/bat. 3     | —                | —                | —           | —           | Não avançou | Não avançou | [ 15 ] |

Eventos de campo
| Atleta          | Evento              | Eliminatórias | Eliminatórias | Final       | Final       | Ref.   |
| Atleta          | Evento              | Marca         | Pos.          | Marca       | Pos.        | Ref.   |
| --------------- | ------------------- | ------------- | ------------- | ----------- | ----------- | ------ |
| Anja Valant     | Salto triplo        | 14.36 Q       | 4º            | 13.59       | 9º          | [ 16 ] |
| Eufemija Štorga | Lançamento de dardo | 54.94         | 27º           | Não avançou | Não avançou | [ 17 ] |

### Badminton
Feminino
| Atleta     | Evento  | Fase de 64           | Fase de 32            | Oitavas de final     | Quartas de final     | Semifinal            | Final       | Ref.   |
| Atleta     | Evento  | Adversário Resultado | Adversário Resultado  | Adversário Resultado | Adversário Resultado | Adversário Resultado | Pos.        | Ref.   |
| ---------- | ------- | -------------------- | --------------------- | -------------------- | -------------------- | -------------------- | ----------- | ------ |
| Maja Pohar | Simples | —                    | GBR Mann D 4–11, 7–11 | Não avançou          | Não avançou          | Não avançou          | Não avançou | [ 18 ] |

### Canoagem slalom
Masculino
| Atleta        | Evento | Eliminatórias | Eliminatórias | Eliminatórias | Eliminatórias | Final     | Final     | Final  | Final | Ref.   |
| Atleta        | Evento | Descida 1     | Descida 2     | Total         | Pos.          | Descida 1 | Descida 2 | Total  | Pos.  | Ref.   |
| ------------- | ------ | ------------- | ------------- | ------------- | ------------- | --------- | --------- | ------ | ----- | ------ |
| Simon Hočevar | C-1    | 136.64        | 137.61        | 274.25        | 9º            | 119.78    | 120.86    | 240.64 | 7º    | [ 19 ] |
| Dejan Kralj   | K-1    | 130.24        | 128.05        | 258.29        | 10º           | 116.60    | 111.48    | 228.08 | 10º   | [ 20 ] |
| Fedja Marušič | K-1    | 128.81        | 129.29        | 258.10        | 9º            | 114.62    | 167.37    | 281.99 | 15º   | [ 20 ] |

Feminino
| Atleta    | Evento | Eliminatórias | Eliminatórias | Eliminatórias | Eliminatórias | Final       | Final       | Final       | Final       | Ref.   |
| Atleta    | Evento | Descida 1     | Descida 2     | Total         | Pos.          | Descida 1   | Descida 2   | Total       | Pos.        | Ref.   |
| --------- | ------ | ------------- | ------------- | ------------- | ------------- | ----------- | ----------- | ----------- | ----------- | ------ |
| Nada Mali | K-1    | 163.26        | 162.19        | 325.45        | 17º           | Não avançou | Não avançou | Não avançou | Não avançou | [ 21 ] |

### Ciclismo de estrada
Masculino
| Atleta          | Evento             | Tempo      | Pos. | Ref.   |
| --------------- | ------------------ | ---------- | ---- | ------ |
| Andrej Hauptman | Corrida individual | 5:30:46    | 26º  | [ 22 ] |
| Uroš Murn       | Corrida individual | 5:30:46    | 32º  | [ 22 ] |
| Tadej Valjavec  | Corrida individual | DNF        | DNF  | [ 22 ] |
| Martin Hvastija | Corrida individual | DNF        | DNF  | [ 22 ] |
| Martin Hvastija | Contrarrelógio     | 1:01:08.83 | 22º  | [ 23 ] |

### Ciclismo Mountain Bike
Masculino
| Atleta          | Evento        | Tempo    | Pos. | Ref.   |
| --------------- | ------------- | -------- | ---- | ------ |
| Rok Drašler     | Cross-country | DNF      | DNF  | [ 24 ] |
| Primož Strančar | Cross-country | –1 volta | 37º  | [ 23 ] |

### Ginástica artística
Masculino
| Atleta          | Evento           | Qualificatórias | Qualificatórias | Qualificatórias | Qualificatórias | Qualificatórias | Qualificatórias | Qualificatórias | Qualificatórias | Final       | Final       | Final       | Final       | Final       | Final       | Final       | Final       | Ref.   |
| Atleta          | Evento           | Aparelhos       | Aparelhos       | Aparelhos       | Aparelhos       | Aparelhos       | Aparelhos       | Total           | Pos.            | Aparelhos   | Aparelhos   | Aparelhos   | Aparelhos   | Aparelhos   | Aparelhos   | Total       | Pos.        | Ref.   |
| Atleta          | Evento           | F               | PH              | R               | V               | PB              | HB              | Total           | Pos.            | F           | PH          | R           | V           | PB          | HB          | Total       | Pos.        | Ref.   |
| --------------- | ---------------- | --------------- | --------------- | --------------- | --------------- | --------------- | --------------- | --------------- | --------------- | ----------- | ----------- | ----------- | ----------- | ----------- | ----------- | ----------- | ----------- | ------ |
| Mitja Petkovšek | Individual geral | —               | —               | —               | —               | 8.687           | —               | 8.687           | 97º             | Não avançou | Não avançou | Não avançou | Não avançou | Não avançou | Não avançou | Não avançou | Não avançou | [ 25 ] |

Feminino
| Atleta       | Evento           | Qualificatórias | Qualificatórias | Qualificatórias | Qualificatórias | Qualificatórias | Qualificatórias | Final       | Final       | Final       | Final       | Final       | Final       | Ref.   |
| Atleta       | Evento           | Aparelhos       | Aparelhos       | Aparelhos       | Aparelhos       | Total           | Pos.            | Aparelhos   | Aparelhos   | Aparelhos   | Aparelhos   | Total       | Pos.        | Ref.   |
| Atleta       | Evento           | UB              | V               | BB              | F               | Total           | Pos.            | UB          | V           | BB          | F           | Total       | Pos.        | Ref.   |
| ------------ | ---------------- | --------------- | --------------- | --------------- | --------------- | --------------- | --------------- | ----------- | ----------- | ----------- | ----------- | ----------- | ----------- | ------ |
| Mojca Mavrič | Individual geral | 8.512           | 8.212           | 8.525           | 8.825           | 34.074          | 62º             | Não avançou | Não avançou | Não avançou | Não avançou | Não avançou | Não avançou | [ 26 ] |

### Handebol
Masculino
| Fase preliminar      | Fase preliminar      | Fase preliminar       | Fase preliminar      | Fase preliminar      | Fase preliminar | Quartas de final     | Classificação 5º–8º  | Disputa 7º lugar     | Disputa 7º lugar | Ref.   |
| Adversário Resultado | Adversário Resultado | Adversário Resultado  | Adversário Resultado | Adversário Resultado | Pos.            | Adversário Resultado | Adversário Resultado | Adversário Resultado | Pos.             | Ref.   |
| -------------------- | -------------------- | --------------------- | -------------------- | -------------------- | --------------- | -------------------- | -------------------- | -------------------- | ---------------- | ------ |
| FRA França E 24–24   | SWE Suécia D 30–32   | AUS Austrália V 33–20 | ESP Espanha D 28–31  | TUN Tunísia V 22–20  | 4º (Gr. B)      | RUS Rússia D 22–33   | FRA França D 22–29   | EGY Egito D 28–34    | 8º               | [ 27 ] |

Equipe
- Aleš Pajovič
- Andrej Kastelic
- Beno Lapajne
- Branko Bedekovič
- Gregor Cvijič
- Iztok Puc
- Jani Likaveč
- Renato Vugrinec
- Roman Pungartnik
- Rolando Pušnik
- Tettey Banfro
- Tomaž Tomšič
- Uroš Šerbec
- Zoran Jovičič
- Zoran Lubej

### Natação
Masculino
| Atleta           | Evento          | Eliminatórias | Eliminatórias | Semifinal   | Semifinal   | Final       | Final       | Ref.   |
| Atleta           | Evento          | Tempo         | Pos.          | Tempo       | Pos.        | Tempo       | Pos.        | Ref.   |
| ---------------- | --------------- | ------------- | ------------- | ----------- | ----------- | ----------- | ----------- | ------ |
| Peter Mankoč     | 50 m livre      | 23.02         | 25º           | Não avançou | Não avançou | Não avançou | Não avançou | [ 28 ] |
| Peter Mankoč     | 100 m livre     | 50.28         | 21º           | Não avançou | Não avançou | Não avançou | Não avançou | [ 29 ] |
| Peter Mankoč     | 100 m borboleta | 54.15         | =23º          | Não avançou | Não avançou | Não avançou | Não avançou | [ 30 ] |
| Peter Mankoč     | 200 m medley    | 2:03.45       | 18º           | Não avançou | Não avançou | Não avançou | Não avançou | [ 31 ] |
| Jure Bučar       | 400 m livre     | 4:00.19       | 35º           | —           | —           | Não avançou | Não avançou | [ 32 ] |
| Blaž Medvešek    | 100 m costas    | 57.26         | 32º           | Não avançou | Não avançou | Não avançou | Não avançou | [ 33 ] |
| Blaž Medvešek    | 200 m costas    | 2:01.67       | 23º           | Não avançou | Não avançou | Não avançou | Não avançou | [ 34 ] |
| Marko Milenkovič | 400 m medley    | 4:26.62       | 30º           | —           | —           | Não avançou | Não avançou | [ 35 ] |

Feminino
| Atleta        | Evento       | Eliminatórias | Eliminatórias | Semifinal   | Semifinal   | Final       | Final       | Ref.   |
| Atleta        | Evento       | Tempo         | Pos.          | Tempo       | Pos.        | Tempo       | Pos.        | Ref.   |
| ------------- | ------------ | ------------- | ------------- | ----------- | ----------- | ----------- | ----------- | ------ |
| Nataša Kejžar | 100 m peito  | 1:10.44       | 15º Q         | 1:10.66     | 16º         | Não avançou | Não avançou | [ 36 ] |
| Alenka Kejžar | 200 m medley | 2:18.33       | 19º           | Não avançou | Não avançou | Não avançou | Não avançou | [ 37 ] |

### Remo
Masculino
| Atleta                                                | Evento      | Eliminatórias | Eliminatórias | Repescagem | Repescagem | Semifinal | Semifinal | Final   | Final           | Ref.   |
| Atleta                                                | Evento      | Tempo         | Pos.          | Tempo      | Pos.       | Tempo     | Pos.      | Tempo   | Pos.            | Ref.   |
| ----------------------------------------------------- | ----------- | ------------- | ------------- | ---------- | ---------- | --------- | --------- | ------- | --------------- | ------ |
| Iztok Čop Luka Špik                                   | Skiff duplo | 6:24.92       | 1º Q          | —          | —          | 6:16.41   | 1º FA     | 6:16.63 | Medalha de ouro | [ 38 ] |
| Miha Pirih Gregor Sračnjek                            | Dois sem    | 6:55.82       | 4º R          | 6:50.49    | 3º Q       | 6:49.79   | 5º FB     | 6:40.23 | 11º             | [ 39 ] |
| Milan Janša Janez Klemenčič Rok Kolander Matej Prelog | Quatro sem  | 6:07.90       | 3º Q          | —          | —          | 6:04.07   | 2º FA     | 5:58.34 | 4º              | [ 40 ] |

### Taekwondo
Masculino
| Atleta      | Evento | Oitavas de final     | Quartas de final     | Semifinal            | Repescagem 1         | Repescagem 2         | Final                | Final       | Ref.   |
| Atleta      | Evento | Adversário Resultado | Adversário Resultado | Adversário Resultado | Adversário Resultado | Adversário Resultado | Adversário Resultado | Pos.        | Ref.   |
| ----------- | ------ | -------------------- | -------------------- | -------------------- | -------------------- | -------------------- | -------------------- | ----------- | ------ |
| Marcel More | −80 kg | —                    | SWE Livaja D 2–4     | Não avançou          | Não avançou          | Não avançou          | Não avançou          | Não avançou | [ 41 ] |

### Tênis
Feminino
| Atleta                         | Evento  | Fase de 64                     | Fase de 32                               | Oitavas de final     | Quartas de final     | Semifinal            | Final                | Final       | Ref.   |
| Atleta                         | Evento  | Adversário Resultado           | Adversário Resultado                     | Adversário Resultado | Adversário Resultado | Adversário Resultado | Adversário Resultado | Pos.        | Ref.   |
| ------------------------------ | ------- | ------------------------------ | ---------------------------------------- | -------------------- | -------------------- | -------------------- | -------------------- | ----------- | ------ |
| Katarina Srebotnik             | Simples | SVK Habšudová D 3–6, 6–7 (7–9) | Não avançou                              | Não avançou          | Não avançou          | Não avançou          | Não avançou          | Não avançou | [ 42 ] |
| Tina Pisnik                    | Simples | THA Tanasugarn D 4–6, 3–6      | Não avançou                              | Não avançou          | Não avançou          | Não avançou          | Não avançou          | Não avançou | [ 42 ] |
| Tina Križan Katarina Srebotnik | Duplas  | —                              | RUS Likhovtseva/Myskina D 6–7 (4–6), 3–6 | Não avançou          | Não avançou          | Não avançou          | Não avançou          | Não avançou | [ 43 ] |

### Tiro
Masculino
| Atleta          | Evento                   | Eliminatórias | Eliminatórias | Final       | Final           | Ref.   |
| Atleta          | Evento                   | Pontos        | Pos.          | Pontos      | Pos.            | Ref.   |
| --------------- | ------------------------ | ------------- | ------------- | ----------- | --------------- | ------ |
| Rajmond Debevec | Carabina de ar 10 m      | 591           | =9º           | Não avançou | Não avançou     | [ 44 ] |
| Rajmond Debevec | Carabina 3 posições 50 m | 1177          | 1º Q          | 1275,1      | Medalha de ouro | [ 45 ] |
| Rajmond Debevec | Carabina deitado 50 m    | 593           | =19º          | Não avançou | Não avançou     | [ 46 ] |
| Andraž Lipolt   | Fossa olímpica           | 106           | =32º          | Não avançou | Não avançou     | [ 47 ] |

Feminino
| Atleta           | Evento              | Eliminatórias | Eliminatórias | Final       | Final       | Ref.   |
| Atleta           | Evento              | Pontos        | Pos.          | Pontos      | Pos.        | Ref.   |
| ---------------- | ------------------- | ------------- | ------------- | ----------- | ----------- | ------ |
| Natalija Prednik | Carabina de ar 10 m | 391           | =20º          | Não avançou | Não avançou | [ 48 ] |

### Tiro com arco
Masculino
| Atleta            | Evento     | Ranqueamento | Ranqueamento | Fase de 64            | Fase de 32           | Oitavas de final     | Quartas de final     | Semifinal            | Final                | Final       | Ref.   |
| Atleta            | Evento     | Total        | Pos.         | Adversário Resultado  | Adversário Resultado | Adversário Resultado | Adversário Resultado | Adversário Resultado | Adversário Resultado | Pos.        | Ref.   |
| ----------------- | ---------- | ------------ | ------------ | --------------------- | -------------------- | -------------------- | -------------------- | -------------------- | -------------------- | ----------- | ------ |
| Peter Koprivnikar | Individual | 624          | 34º          | USA Johnson D 151–164 | Não avançou          | Não avançou          | Não avançou          | Não avançou          | Não avançou          | Não avançou | [ 49 ] |

### Vela
Masculino
| Atleta                  | Evento | Regatas | Regatas | Regatas | Regatas | Regatas | Regatas | Regatas | Regatas | Regatas | Regatas | Regatas | Pontos | Pos. | Ref.   |
| Atleta                  | Evento | 1       | 2       | 3       | 4       | 5       | 6       | 7       | 8       | 9       | 10      | 11      | Pontos | Pos. | Ref.   |
| ----------------------- | ------ | ------- | ------- | ------- | ------- | ------- | ------- | ------- | ------- | ------- | ------- | ------- | ------ | ---- | ------ |
| Tomaž Čopi Mitja Margon | 470    | 23      | 13      | 3       | 4       | 12      | 13      | 25      | 5       | 15      | 9       | 4       | 78     | 9º   | [ 50 ] |
| Vasilij Žbogar          | Laser  | 7       | 6       | 30      | 19      | DNF     | 33      | 12      | 16      | 31      | 16      | 5       | 142    | 19º  | [ 51 ] |

Feminino
| Atleta                  | Evento | Regatas | Regatas | Regatas | Regatas | Regatas | Regatas | Regatas | Regatas | Regatas | Regatas | Regatas | Pontos | Pos. | Ref.   |
| Atleta                  | Evento | 1       | 2       | 3       | 4       | 5       | 6       | 7       | 8       | 9       | 10      | 11      | Pontos | Pos. | Ref.   |
| ----------------------- | ------ | ------- | ------- | ------- | ------- | ------- | ------- | ------- | ------- | ------- | ------- | ------- | ------ | ---- | ------ |
| Janja Orel Klara Maučec | 470    | 15      | 19      | 12      | 19      | 16      | 2       | 15      | 11      | 14      | 15      | 17      | 117    | 17º  | [ 52 ] |

Legenda
| Recorde mundial      | Recorde mundial (World record)               |                       | Recorde africano                      | Recorde africano (African) |                                           | Q | Classificado por posição (Qualified) |
| Recorde olímpico     | Recorde olímpico (Olympic record)            | Recorde da América    | Recorde da América (Americas)         | q                          | Classificado por melhor tempo (Qualified) |   |                                      |
| Melhor marca do ano  | Melhor marca do ano (World leading)          | Recorde asiático      | Recorde asiático (Asian)              | DNS                        | Não largou (Did not start)                |   |                                      |
| Recorde nacional     | Recorde nacional (National record)           | Recorde europeu       | Recorde europeu (European)            | DNF                        | Não terminou (Did not finish)             |   |                                      |
| Recorde pessoal      | Recorde pessoal do atleta (Personal best)    | Recorde da Oceania    | Recorde da Oceania (Oceania)          | DSQ / DQ                   | Desclassificado (Disqualified)            |   |                                      |
| Recorde da temporada | Recorde da temporada do atleta (Season best) | Recorde sul-americano | Recorde sul-americano (South America) | NM                         | Sem marca (No mark)                       |   |                                      |

### Remo
| S | Classificado(a) para as semifinais |    |                        | FA | Final A (disputa de medalhas) |  |  | FD | Final D (sem medalhas) |
| Q | Classificado(a) para as quartas    | FB | Final B (sem medalhas) | FE | Final E (sem medalhas)        |  |  |    |                        |
| R | Classificado(a) para a repescagem  | FC | Final C (sem medalhas) | FF | Final F (sem medalhas)        |  |  |    |                        |

### Vela
| M   | Regata da Medalha da qual só participam os dez primeiros colocados das regatas anteriores  |  |  | CAN | Regata cancelada |
| BFD | Desclassificado por bandeira preta (Black Flag Disqualified)                               |  |  |     |                  |
| UFD | Desclassificado por bandeira "U" (U Flag Disqualified)                                     |  |  |     |                  |
| OCS | Largada queimada (On the Course Side of the starting line)                                 |  |  |     |                  |
| DNE | Desclassificação sem eliminação (infração a um item do regulamento da prova – Did Not End) |  |  |     |                  |